# The Living Dead
The Living Dead est une série documentaire britannique en trois épisodes réalisée par Adam Curtis, sorti en 1995.

## Fiche technique
- Titre français : The Living Dead
- Réalisation : Adam Curtis
- Production : BBC Two
- Pays d'origine : Royaume-Uni
- Format : Couleurs - 35 mm
- Genre : documentaire
- Date de sortie : 1995

## Épisodes
1. On the Desperate Edge of Now
2. You Have Used Me as a Fish Long Enough
3. The Attic